# Bastion Ossenkop

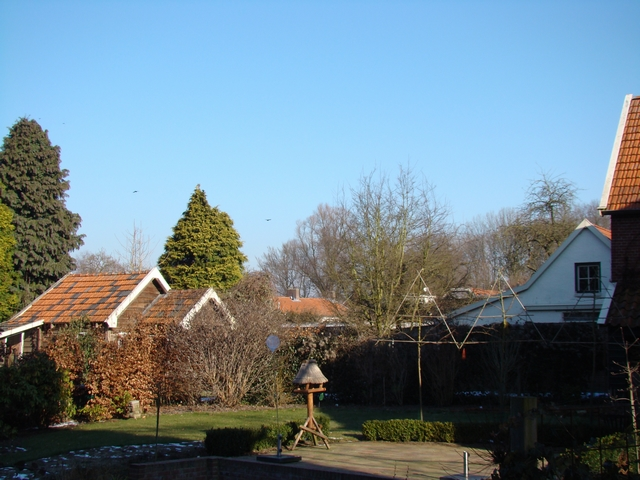
Ossenkop Bredevoort

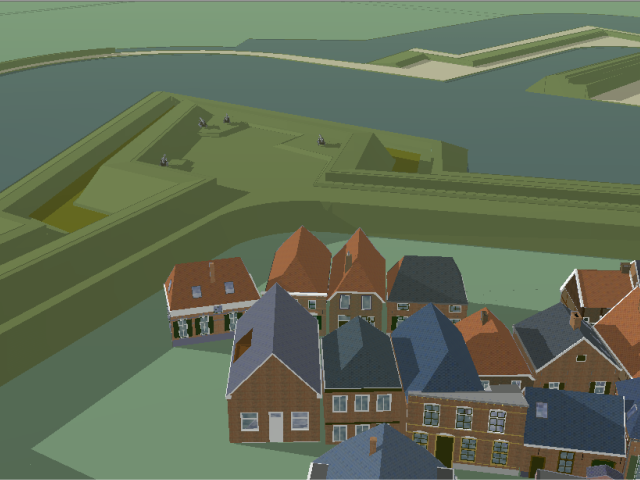
Reconstructie bastion Ossenkop Bredevoort

Bastion Ossenkop was een van de zes bastions van Bredevoort. Het was gelegen ten zuidwesten van Bredevoort, tegenwoordig het begin van de Kerkstraat vanaf de Koppelstraat en maakte deel uit van de Vestingwerken van Bredevoort.

## Geschiedenis
Op het terrein achter de Georgiuskerk lag het acht meter hoge volle bastion, voorzien van drie katten in iedere hoek. Het terreplein was toegankelijk middels oprillen mogelijk vanaf de Koppelstraat en de kerkstraat.

## Reconstructie
Op de afbeelding een weergave van een reconstructie van het bastion Ossenkop. Zichtbaar gemaakt is de ligging ten opzichte van de huizen die er tegenwoordig staan, op de courtine staat tegenwoordig de St. Georgiuskerk. De keel van het bastion is tegenwoordig tuin, de plek van het bastion zelf is tegenwoordig de speeltuin Ossenkop. Ook zichtbaar op de reconstructie de onderwal die voor het bastion ligt. De gracht is gedempt, op die plaats staan tegenwoordig de school en de omringende nieuwbouwwoningen aan de Schoolstraat en de Tramstraat. Er is niets bewaard gebleven dat aan het voormalige bastion herinnert.
Aalterpoort · Misterpoort · Onversaegt · Orange · Ossenkop · Treurniet · Stoltenborg · Vreesniet · Welgemoed · Grote Gracht · Kleine Gracht